# Heinrich Beats the Drum
Heinrich Beats the Drum (HBTD) war eine Rockband aus München. Der Sänger und Gitarrist Dieter Sablic und der Keyboarder Markus Reiser gründeten nach der Auflösung 2002 die Band IFF. Wolfgang Plaschka spielt seitdem bei der Unterhaltungsband Zweckinger.

## Bandgeschichte

### Vorgeschichte und Konsolidierung 1988–1990
Heinrich Beats the Drum ging aus der Wave-Funk-Formation Miss Ellie (1985–1988) hervor. Die Band trennte sich 1988 vom damaligen Sänger, auch der zweite Keyboarder stieg aus beruflichen Gründen aus. Erl, Plaschka, Sablic, und Wittmann machten kurzzeitig als Miss Ellie weiter, benannten die Gruppe dann jedoch in einen (damals) zeitgemäßeren Bandnamen um. Mit Michael Gerlach wurde Ende 1988 ein neuer Sänger gefunden.
Franz Erl hatte 1986 begonnen, den Keller des elterlichen Hauses in Gronsdorf bei München zu einem Studio auszubauen und ermöglichte so der Band von Anbeginn ein professionelles Arbeitsumfeld. Über den Kontakt von Erls Studiopartner kam es zu einem Verlagsvertrag mit BSC Music in München. 1989 erschien die Heinrich Beats the Drum betitelte erste LP. Die Veröffentlichung bescherte HBTD vor allem Konzertbuchungen. Im norddeutschen Raum hatten einige Titel auch etwas Erfolg im Radio. Da BSC-Music eng mit der damals marktbeherrschenden Schallplattenhandelskette WOM verbunden war, war den Veröffentlichungen der Band bis zum Ende der Handelskette relativ prominente Positionierungen der Veröffentlichungen in deren Läden und Werbeunterlagen sicher.
1990 stieg Gerlach als Sänger aus und Sablic wurde Hauptsänger. Auf der LP hatte er schon bei zwei Titeln den Gesangspart übernommen.

### Hauptphase 1991–2000
Die zweite LP Forever in Dust – ausschließlich von der Band selbst produziert – erschien 1991. HBTD machte eine Promotion-Tournee durch das frisch vereinte Deutschland mit Auftritten in Leipzig, Dresden und Rostock. Mit dem stark an englischen Pop-Wave-Band wie Simple Minds, U2 und The Cure Sound fand die Band vor allem in den damals neuen Bundesländern große Resonanz. Der hier gefundene Stil festigte die Band und bestimmte die Musik bis 1996.
<to be continued>

## Diskografie

### Alben
- Heinrich Beats the Drum (DA Records, 1989)
- Forever in Dust (Focus, 1991)
- Age of Mars (Focus, 1993)
- The Pursuit of Happiness (Deshima Music, 1996)
- Teenage Wasteland (Focus, 2000)

### Singles und EPs
- When the Sun Goes Down (12"; Focus, 1991)
- They Can't Wait (Single; Focus, 1991)
- I Remember You (Maxi-Single; Focus, 1993)
- Wild Wild World (Maxi-Single; Focus, 2000)
- Baba O'Riley (Teenage Wasteland) / Around the World in a Day (Single; BSC Music; 2001)